# Marija Grozdeva
Marija Zdravkova Grigorova-Grozdeva (in bulgaro Мария Здравкова Гроздева-Григорова?; Sofia, 23 giugno 1972) è una tiratrice a segno bulgara.

## Palmarès

### Olimpiadi
- 5 medaglie:
  - 2 ori (Sydney 2000 nella pistola 25 m; Atene 2004 nella pistola 25 m)
  - 3 bronzi (Barcellona 1992 nella pistola 10 m; Atlanta 1996 nella pistola 10 m; Atene 2004 nella pistola 10 m)